# Gieryłasz
Gieryłasz - dawna gra w karty, odmiana wista dla 4, 3 lub 2 osób, w której nie było koloru autowego. Pod tym względem gra była podobna do współczesnej gry 777. 

## Zasady
W grę grało się pełną talią 52 kart rozdając karty na 4. Nie było koloru atutowego. Grało się do momentu ugrania przez którąś z par 13 pkt. licząc po 1 pkt. za każdą lewę powyżej 6. Jak pisze Wytrawny Gracz w Grach w karty polskich i obcych: 

Kozer nie ma (...). Talja używa się tutaj, złożona z 52 kart i rozdaje się całkowicie grającym. Co do sposobu rozgrywania gieryłasza to odbywa się to podobnie jak wista, ztąd powtarzanie ponownie opisu uważam w tym razie za zupełnie zbyteczne.

W wersji dla 3 osób grało się z dziadkiem tzn. 13 kart odsłaniało się i grał nimi jeden z graczy przeciwko dwóm obrońcom: 

Gieryłasza przeważnie rozgrywać należy we czworo stosowanie jednak do okoliczności grać można we troje z dziadem, a nawet też i we dwoje.

W wersji dla 2 osób prawdopodobnie grało się ciągnąc karty ze stosu tak jak ma to miejsce w wiście niemieckim lub 777. 